# Gábor Szentmihályi
Gábor "Michel" Szentmihályi (ur. 7 marca 1964 w Budapeszcie) – węgierski muzyk (perkusista), inżynier dźwięku. Dawny członek zespołu Első Emelet, współzałożyciel zespołu Rapülők.

## Życiorys
Urodził się 7 marca 1964 roku w Budapeszcie jako syn piłkarza Antala Szentmihályiego. Zaczął uczyć się grać na perkusji w wieku sześciu lat. Należał do Chóru Dziecięcego Magyar Rádió.
Po ukończeniu 18 lat podjął pracę za granicą w zespołach najpierw włoskich, a później norweskich. W 1983 roku wrócił na Węgry i niemal natychmiast dołączył do zespołu Első Emelet, pracującego nad pierwszym albumem. Grupa odniosła sukces w kraju, ale w 1990 roku Szentmihályi opuścił Első Emelet. Następnie współpracował jako perkusista towarzyszący z różnymi muzykami, takimi jak Gjon Delhusa, Béla Tibor Jeszenszky, Róbert Szikora, Péter Gerendás, Ferenc Demjén czy Miklós Varga. W 1992 roku wraz z Gáborem Berkesem i Péterem Gesztim założył zespół Rapülők, który okazał się komercyjnym sukcesem lat 90.
W 2004 roku, po pożegnalnym koncercie Rapülők, otworzył pierwsze na Węgrzech w pełni cyfrowe studio nagrań.
Pomagał w przygotowaniu albumów takich wykonawców, jak Csilla Auth, Tamás Hevesi i Bon Bon.

## Dyskografia

### Első Emelet
- Első Emelet 1 (1984)
- Első Emelet 2 (1985)
- Első Emelet 3 (1986)
- Első Emelet 4 (1987)
- Naplemez (1988)
- Turné '88 (koncertowy, 1988)
- Vadkelet (1989)
- Kis generáció (1990)

### Rapülők
- Rapülők (1992)
- Rapeta (1993)
- Riszájkling (2006)